# أتومبي
اتومبي هي مدينة في منطقة كاوفيتي الغربية في شمال غرب جمهورية الكونغو. أغلب سكانها يعيشون عن طريق الصيد في الغابة المحلية.
مؤخرا، كانت اتومبي موقعا لانتشار فيروس الايبولا، والذي يعتقد أنه مسبب من أكل السكان المحليين للحوم حيوانات وجدت ميتة في الصحراء. في عام 2003 تسبب انتشار لهذا الفيروس بمقتل 120 شخصا، وأدى انتشار مايو عام 2005 لعزل السكان خارج المدينة.

## وصلات خارجية
- خبر من الBBC
- خريطة ايبولا